# Птуха Михайло Васильович
Миха́йло Васи́льович Пту́ха (7 листопада 1884, Остер, Чернігівська область — 3 жовтня 1961, Київ) — український статистик і демограф, економіст, організатор науки, засновник Інституту Демографії АН УРСР, дійсний член АН УРСР (1920), член-кореспондент AH CPCP (1943), заслужений діяч науки (1944), дійсний член Міжнародного статистичного інституту (International Statistical Institute) (з 1929).

## Біографія
Народився 7 листопада 1884 року в Острі. В 1910 році закінчив юридичний факультет Петербурзького університету. В 1914—1915 роках поглибив студії у Берліні і Лондоні. З 1913 року приват-доцент Петербурзького університету, з 1916 року — професор його відділу у Пермі. В 1918 році повернувся в Україну, де заснував (1918) і до 1938 року очолював Інститут демографії (з 1934 Інститут демографії і санітарної статистики) АН УРСР (в РРФСР-Росії подібний інститут був заснований тільки в 1930 році), одночасно професор Інституту народного господарства та інших вищих шкіл у Києві. Очолював статистичний відділ Міністерства ісповідань Української Держави.
В 1930-х роках М. В. Птуху було кілька разів заарештовано. Сталін і більшовицьке керівництво СРСР намагалося всілякими мірами приховати катастрофічні наслідки політики Голодомору, тому демографічно-статистичні дослідження людності та реальні дані перепису населення були для комуністів «небажаними». Після розгрому української і всієї радянської статистики і після розстрілу його брата В. Птухи, видатного партійця, та ліквідації в 1937—1938 Інституту демографії як («шкідницького»), М. В. Птуха в 1940—1950 роках очолював відділ статистики Інституту економіки АН УРСР; у 1945—1950 рр. він голова Відділення суспільних наук і член Президії АН УРСР.
Як теоретик статистики населення, М. В. Птуха розвивав теорію Адольфа Кетле про «середню людину».
Як методист-практик, Птуха розробив схему вивчення демографічних процесів і запропонував методику її реалізації. Його висновки у вивченні шлюбності та смертності населення здобули світове визнання. Велике значення мають його методи побудови сумарних таблиць смертності. У 1929 р. його було обрано дійсним членом Міжнародного статистичного інституту, і він брав участь у його сесіях.
Після ліквідації Інституту Демографії Михайло Птуха найбільше уваги присвятив історії статистики Росії й світу.

Могила Михайла Птухи

Поряд з науковою діяльністю М. В. Птуха брав участь у практичній роботі органів Центрального статистичного управління УРСР і СРСР, органів планування та охорони здоров'я; він також керував підготовкою демографічної гіпотези для УРСР на час другої п'ятирічки (1933—1937), брав участь у підготові всесоюзного перепису населення 1959 тощо. Птуха був членом Міжнародного Статистичного Інституту і брав участь у ряді міжнародних конференцій.
Мешкав в Києві за адресою вул. Лютеранська, 21/12.

Меморіальна дошка на будинку в Києві

Помер 3 жовтня 1961 року. Похований у Києві на Байковому кладовищі.

## Наукова діяльність
Птуха — автор понад 80 наукових праць з демографії, загальної теорії статистики, історії статистики. Найбільше уваги Птухи присвятив дослідам з демографії, які вів сам і з колективом Інституту Демографії; він же був і редактором праць інституту (10 тт.). Питання заг. і демографічної статистики з'ясовані у праці «Очерки по теории статистики населения и моральной» (П. 1916). У працях з ділянки теоретичної та прикладної демографії («Таблиці смертности для України 1896 — 1897» у «Записках Соц. — Екон. Відділу ВУАН», т. І. К. 1923; «Смертность народностей Європейской России в конце XIX века», К. 192-7; «Смертність у Росії і в Україні», К. 1928 тощо) П. обґрунтував ряд нових положень у демографії, що мають заг. значення; він розробив схему вивчення демографічних процесів та запропонував методику заповнення цієї схеми на практиці. У світову науку увійшли висновки П. з досліджень плідности, шлюбности і зокрема смертности (смертність немовлят, сумарні таблиці смертности). Важливе значення мають його екстраполяції потенційного населення УРСР від 1929 по 1937 й 1960, зокрема для вивчення наслідків голоду 1932—1933 і війни 1941—1945. Ця праця вийшла тільки у скороченні франц. мовою. 
Історик Ігор Шаров зазначає, що Птуха розробляв проблеми теоретичної та прикладної демографії, загальної теорії статистики, історії вітчизняної та світової статистики. Велике значення мали його дослідження зі статистики населення. Обґрунтував ряд нових наукових положень у демографії. Розробив схему вивчення демографічних процесів і запропонував методику її реалізації. Висновки М.В.Птухи у вивченні шлюбності та смертності населення здобули світове визнання. Велике значення мають його методи побудови сумарних таблиць смертності.
У своїй ранній роботі «Нариси з теорії статистики населення та моральної» (1916 p.) M.В.Птуха багато уваги приділив розробці методології демографічних явиш, методам вивчення масових процесів, що відбуваються в народонаселенні.
Упродовж майже 20 років головною справою свого життя М.В.Птуха вважав заснований ним Інститут демографії Української Академії наук. За його планами в інституті здійснювалося вивчення антропологічних характеристик населення, визначалися структурні зсуви в народонаселенні України, обчислювалися таблиці смертності, ймовірні втрати населення внаслідок першої світової, громадянської воєн та революції, розподіл населення відповідно до місця народження, освіти, сімейного та соціального становища, національності, фаху.